# Гордон (округ Ешленд, Вісконсин)
Гордон (англ. Gordon) — місто (англ. town) в США, в окрузі Ешленд штату Вісконсин. Населення — 261 особа (2020).

## Демографія
Згідно з переписом 2010 року, у місті мешкали 283 особи в 143 домогосподарствах у складі 81 родини. Було 444 помешкання
Расовий склад населення:
| - 97,9 % — білих - 0,4 % — корінних американців - 0,4 % — азіатів |

До двох чи більше рас належало 0,7 %. Частка іспаномовних становила 1,8 % від усіх жителів.
За віковим діапазоном населення розподілялося таким чином: 11,3 % — особи молодші 18 років, 64,3 % — особи у віці 18—64 років, 24,4 % — особи у віці 65 років та старші. Медіана віку мешканця становила 54,9 року. На 100 осіб жіночої статі у місті припадало 119,4 чоловіків;  на 100 жінок у віці від 18 років та старших — 114,5 чоловіків також старших 18 років.
Середній дохід на одне домашнє господарство  становив 58 337 доларів США (медіана — 39 063), а середній дохід на одну сім'ю — 68 619 доларів (медіана — 41 250). Медіана доходів становила 33 750 доларів для чоловіків та 48 125 доларів для жінок. За межею бідності перебувало 15,5 % осіб, у тому числі 42,2 % дітей у віці до 18 років та 6,8 % осіб у віці 65 років та старших.
Цивільне працевлаштоване населення становило 91 особа. Основні галузі зайнятості: виробництво — 20,9 %, сільське господарство, лісництво, риболовля — 15,4 %, будівництво — 11,0 %, освіта, охорона здоров'я та соціальна допомога — 9,9 %.